# 空電
空電（からでん）は日本電信電話の関連会社、NTTコム オンライン・マーケティング・ソリューションが提供する携帯電話（スマートフォンも含む）向けのショートメッセージサービス（SMS）の配信サービスかつ、国内最大級のSMS送信サービスのブランド名称である。

## 空電
携帯電話から電話をかけるだけでURLがSMSで配信されるサービス。テレビ、ラジオ、新聞、雑誌等、様々なメディアから携帯サイトへの誘導など活用が可能。
「0032」で始まる、指定された10ケタの番号に携帯電話から電話をかけ、自動応対音声サービスによるガイダンスを聞き、各種情報を利用者の携帯電話のSMSを通して発信するというものである。

## 空電プッシュ
法人向けSMS送信サービス。個別送信や、一斉送信、APIによるSMS送信、双方向のSMS送信等、顧客とのコミュニケーション形態に応じたSMS送信を実現するものである。

## 空電プレミアム
放送局のプレゼント応募に使う「空電プレミアム」というサービス（「0085」から始まる指定された10ケタの局番にかける。1通話当たり50円+消費税が必要）。ただし、対応するのはスマートフォンを含む携帯電話（NTTドコモ、ソフトバンクモバイル・ワイモバイル、au）のみであり、ワイモバイルが提供するPHSからは利用不可だった。なお、空電プレミアムは2015年3月31日でサービス終了した。